# At skrive eller dø
At skrive eller dø er en dansk portrætfilm fra 2006 med instruktion og manuskript af Ole Roos.

## Handling
Forfatteren, filminstruktøren og debattøren Henrik Stangerup (1937-98) er en af det moderne Danmarks væsentligste kunstnere. Instruktøren Ole Roos, der også var Stangerups nære ven, har i denne film samlet en række vidner fra Stangerups liv og taget dem med på en filmisk togrejse gennem forfatterens omskiftelige, vanskelige og produktive liv. Med glimt fra et ambitiøst men køligt barndomshjem og fra ægteskaberne med skuespilleren Lotte Tarp og billedkunstneren Susanne Krage. Stangerup provokerede ikke for provokationens skyld. Han kæmpede og levede for friheden til at tvivle, bryde op og bevæge sig, mentalt som fysisk. Det gjorde han i sin kunst, i sin journalistik og i sit liv, og for dette måtte han betale en ret høj pris.